# Cercis canadensis
Cercis canadensis L. è un piccolo arbusto o albero della famiglia delle Fabacee (o Leguminose), nativo del Nord America.

## Distribuzione e habitat
La specie è diffusa sul versante orientale del Nord America, dal sud dell'Ontario (Canada) attraverso gli Stati Uniti centro-orientali, sino alla parte settentrionale del Messico.